# 相良賴寬
相良賴寬（日语：／ Sagara Yorihiro，1601年1月17日—1667年8月18日），日本江戶時代前期大名，肥後國人吉藩第二代藩主。相良賴房的嫡子。幼名長次郎。

## 生平
1664年，賴寬將家督之位讓給長子相良賴喬並隱居。1667年去世。